# Isaac Brachamios
Isaac Brachamios est un général byzantin du Xe siècle, d'origine arménienne, notamment connu pour avoir participé à l'assassinat de l'empereur Nicéphore II Phocas (963-969).

## Biographie
Il appartient à la famille arménienne des Brachamios, récemment incorporée dans l'aristocratie de l'Empire byzantin. Il est l'un des premiers membres connus de cette lignée et il a probablement été élevé dans la culture arménienne plus que dans la culture byzantine. Néanmoins, il s'engage dans les rangs de l'armée byzantine et participe à des campagnes contre les émirats musulmans de la frontière anatolienne. De manière certaine, il est aux côtés de Michel Bourtzès lors de l'expédition de 968-969 sous Nicéphore II Phocas, qui aboutit à la prise d'Antioche, l'un des succès les plus notables des Byzantins face aux Musulmans. Toutefois, la conquête de la ville par Bourtzès se fait en désobéissant à l'empereur, qui avait préconisé la prudence. De ce fait, les conquérants de la ville, dont Brachamios, sont désavoués et décident rapidement de s'opposer à Nicéphore. Ils se joignent alors à la conspiration de Jean Tzimiskès, ancien lieutenant de Nicéphore et lui aussi frustré dans sa progression de carrière.
La conspiration planifie l'assassinat de l'empereur dans son palais de Boucoléon, qui intervient le 11 décembre 969. Isaac fait partie du groupe de comploteurs qui pénètre dans le bâtiment, probablement grâce à la complicité de Théophano Anastaso, épouse de Nicéphore qui agit pour la défense des droits de ses fils au trône. Surpris, Nicéphore Phocas est tué semble-t-il de manière violente, sans que le rôle exact d'Isaac soit connu. C'est finalement Léon Abalantés qui est accusé d'avoir porté le coup mortel et condamné à mort.
Sous le nouvel empereur, Jean Tzimiskès, rien n'est connu de la vie d'Isaac à part qu'il occupe probablement le poste de gouverneur de la Chaldée. Il réapparaît après la mort de Jean et la révolte de Bardas Sklèros, dont il rejoint les rangs vers 978. Il semble avoir été dans le cercle proche de ses conseillers et se voit récompenser en recevant le poste de gouverneur d'Antioche, défendant la cité face aux attaques musulmanes. Par la suite, son destin est inconnu. Il est possible qu'il soit exilé avec Bardas Sklèros, finalement vaincu par les partisans de Basile II.
Deux sceaux lui sont attribués. Le premier date vraisemblablement du règne de Jean Ier et le cite comme anthypatos, patrice et stratège du thème de Chaldée. En revanche, si Nicolas Adontz l'a identifié avec un homonyme, epi ton oikeiakon et adversaire de Nicéphore, evêque de Milet, d'autres historiens ont rejeté cette thèse.
Parmi ses descendants probables figure Philarète Brachamios, dernier gouverneur byzantin d'Antioche dans les années 1080.

## Sources
- Jean-Claude Cheynet et Jean-François Vannier, « Les Brachamioi », Etudes prosopographiques - Les éditions de la Sorbonne, 1996 (consulté le 2 avril 2022)